# ジャマイカの国旗
ジャマイカの国旗 (Flag of Jamaica)は、ジャマイカの従来の独立記念日1962年8月6日に採用された、緑、金、黒の三色旗。
黒はジャマイカ国民の強さと創造性を象徴し、黄色は強い日差しとこの国の天然資源を象徴する。緑は将来への希望と豊かな農業を象徴している。
聖アンデレ十字のX字デザインの紋章となっている。
なおジャマイカの軍艦旗はホワイト・エンサイン(white ensign)にカントン部分がジャマイカ国旗となっている。

?一時提案された国旗
軍艦旗
?現在の国旗（縦横比2:3の別タイプ）

## 歴史的な旗

?イギリス領時の旗（1875年–1906年）
?イギリス領時の旗（1906年–1957年）
?イギリス領時の旗（1957年–1962年）
?イギリス領時の旗（1962年）
?イギリス領時の総督旗（1875年–1906年）
?イギリス領の総督旗（1906年–1957年）
?イギリス領時の総督旗（1957年–1962年）
?イギリス領の総督旗（1962年）